# محمدسعید بستکی
شیخ محمد سعید فرزند عبدالقادر (۱۰۹۶–۱۱۵۲) یکی از پسران ششگانه شیخ عبدالقادر بستکی. نام کامل وی ( شیخ محمد سعید بن شیخ عبدالقادر بستکی بن شیخ حسن بستکی العباسی). شیخ محمد سعید ۲۲ ساله بود که به جای پدرش نشست.

## تبارنامه
شیخ محمد سعید بن شیخ عبدالقادر بستکی، شیخ حسن بستکی، شیخ محمد کبیر، شیخ ناصر الدین، شیخ محمد، شیخ جابر، شیخ اسماعیل رابع، شیخ عبدالغنی، شیخ اسماعیل ثالث، شیخ عبدالرحیم عفیف الدین، شیخ عبدالسلام خنجی، شیخ عباس، شیخ اسماعیل ثانی، حمزه، احمد، محمد، هارون، مهدی، مرشد، محمود، احمد، علی، مبارک، عبدالسلام، سعید، عبدالغنی، طلحه، احمد، اسماعیل، سلیمان، محمد علی، عبدالله (حَبر الأُمَة) ابن‌عباس بن عبدالمطلب القرشی بن هاشم بن عبد مناف.

## زندگی
شیخ محمد سعید به سال ۱۰۹۶ هجری قمری در قصبهٔ بستک زاده شد. دوران تحصیلش را در بستک و گچویه فرامرزان وبا شیخ احمد مدنی گذرانیده‌است، خط فارسی و عربی خوب می‌نوشت. پس از فوت پدرش همراه شیخ احمد مدنی در جناح و کمشک بارشاد ورتق وفتق امور مردم مشغول بوده‌است.
درآن ایام بواسطه ضعف سلطنت صفویه واختلاف واختلال، اوضاع کشور ایران آشفته وپریشان بود. همسایه‌ها چشم به خاک ایران دوخته بودند و به ایران حمله کرده نقاط مرزی را اشغال کرده بودند. سرانجام محمود افغانی تاج شاهنشاهی ایران بر سرگذاشت وسلطنت صفویه منقرض شد. در نتیجه این اوضاع عشایر وایلات وچادرنشین مخصوصاً ترک‌های شمال که در دوره اول سلاطین صفویه به جنوب کوچیده بودند، به‌طور ییلاق وقشلاق حرکت کرده با استفاده از موقع هرج ومرج وضعف دولت به شرارت وقطع طریق وراه زنی وغارت آبادیها وتصرف غاصبانه املاک مردم بیچاره مشغول گردیدند. تحریک حکام محلی وآخوندها برای اعمال نفوذ ونفع شخصی در این هنگام که دامنهٔ اختلافات در بین حکومات وزمامداران محلی همه جا بالا گرفته بود وگویا اقدامات طرفداران عده‌ای از حکومات واغتشاش به‌وسیله حاکم وقت لار تقویت می‌شد، بیشتر به جسارت این قبیل اشرار افزوده می‌کرد و موجب سلب آسایش وناراحتی ساکنین بنادر جنوب حوالی شیبکوه و جهانگیریه می‌گردد؛ بنابراین مردم ومشایخ قبیله عرب بنادر و شیبکوه وکدخایان وکلانتران وضابطین جهانگیریه وبلوکات عموماً به نزد شیخ احمد مدنی و شیخ محمد سعید بستکی و شیخ محمد خان بستکی گرد آمده وبر علیه حاکم لار قیام کردند. ونه تنها اموال خودرا از دست برد وتجاوزات اشرار جلوگیری کردند بلکه در سال ۱۱۳۷ هجری قمری و در پی اصرار مردم شیخ احمد مدنی و شیخ محمد سعید بستکی مجبور می‌شوند از زاویه‌های عبادت بیرون شده وبا جماعتی از عرب و عجم که در حدود هزار نفر بودند با تجهیزات کامل حرکت کرده و از طریق بیخفال و هرم و خلیلی هفتوان ابتداء به خنج رفته ومورد استقبال اهالی بلوکات خنج وهرم و کاریان و بیدشهر و کوره قرار می‌گیرند، پس از آنکه هزار نفر دیگر به اردوی آنان اضافه می‌شود به دعوت ملا محمد کرامتی که از متمکنین وسرپرست محال اوز بود، راه اوز را درپیش می‌گیرند بعد از ورود به اوز وکمکهای ملا محمد کرامتی وراهنمائیهای میرزا باقر کلانتر شیراز که دشمن حاکم لار بود به سنگر بندی اطراف اوز وراه‌ها می‌پردازند، در این هنگام محمد علی بگ که حاکم لار بود از عملیات شیخ محمد سعید آگاه شده وبلا فاصله به مقابلهٔ شیخ محمد می‌آید و در جنگی که در محلی به نام «معلم کشمیر» به فاصله یک فرسخی مشرق اوز درمی‌گیرد محمد علی بگ کشته می‌شود وتفنگچیان لاری نیز شکست خورده وبسمت لار می‌گریزند، میرزا باقر دشمن دیرینه حاکم لار سراخانه مسکونی وذخایر محمد علی بگ را در لار تصرف نموده وجریان را به شیخ محمد سعید گزارش می‌دهد، شیخ محمد سعید فاتحانه وارد لار می‌شود و قلعه اژدها پیکر وقدمگاه را که هنوز در تصرف تفنگچیان حاکم لار بود گرفته وحاکم لار می‌شود. وعموم مردم لار از هرطبقه مقدم شیخ را گرامی می‌دارند، شیخ محمد سعید پس از استقرار وامنیت و آرامش، کلانتری لار وحومه را به میرزا باقر لاری، وسبعه جات را به رئیس نصیر نام (نصیرخان لاری)، و قصبهٔ اوز و خنج وبلوکات و بیدشهر وهرم وکاریان به ملا محمد کرامتی، وانتظامات وسرداری تفنگچیان به رئیس مسیح (مسیح خان لاری) واگذار می‌کند. در مدت حکومتیش که ۱۲ سال طول کشید توانست امنیت و آرامش در لارستان و بنادر بر قرار کند.

## بدرود زندگی
فوت شیخ محمد سعید در روز هیجدهم رجب سال ۱۱۵۲ هجری قمری، در سّن ۴۸ سالگی در لار روی داده و در بقعه «پیر براق» در یک فرسخی جنوب لار مدفون است. فوت شیخ محمد سعید گویا بر اثر مسمویت بوده‌است. اولاد ونوه‌های او هم‌اکنون در شهر جناح و بستک سکنی دارند که به شیخان معروفند.